# Piccoli tradimenti
Piccoli tradimenti (Petites Coupures) è un film del 2003 scritto e diretto da Pascal Bonitzer.
È stato presentato in concorso al 53º Festival di Berlino.

## Critica
Il film in patria ha avuto un'accoglienza critica ampiamente positiva.
Dal Festival di Berlino, gli inviati italiani hanno espresso giudizi moderamente positivi. Roberto Silvestri (Il manifesto) lo ha definito un «serio burlesque», una «commedia orchestrata in nero, che esibisce e critica i propri procedimenti narrativi e di struttura», nella quale spiccano «due solisti, affiatati e virtuosi, Kristin Scott Thomas e Daniel Auteil», mentre per Roberto Nepoti (La Repubblica) è «una commedia ironica e un po' cinica [...] un divertente vaudeville».
Il giudizio del Dizionario Mereghetti è invece nettamente negativo: il regista è «incapace di gestire un intreccio senza capo né coda» e «non riesce né a creare personaggi sensati [...] né a dire qualcosa di interessante sui rapporti tra uomo e donna».